# Powiatul Bochnia
Districtul Bochnia sau comitatul Bochnia (relativ similar cu un județ) (în poloneză Powiat bocheński) este o unitate teritorial-administrativă și administrație locală (powiat) în voievodatul Polonia Mică, sudul Poloniei.
Districtul a fost înființat în data de 1 ianuarie 1999 ca rezultat al reformelor poloneze locale adoptate în anul 1998. Sediul administrativ al județului și cel mai mare oraș este Bochnia care este la 37 km de capitala regională Cracovia. În județ mai există un singur oraș, Nowy Wiśnicz la 8 km spre sud de Bochnia.
Județul are o suprafață de 649.28 km pătrați. În anul 2006 populația totală a fost de 100.382, din care populația din Bochnia era 29.373, din care în Nowy Wiśnicz populația era de 2.716. În județ populația rurală numără 68.293 persoane.

## Districte învecinate
Districtul Bochnia se învecinează:
- spre nord cu Districtul Proszowice
- la est cu Districtul Brzesko
- la sud cu Districtul Limanowa
- la vest cu Districtul Myślenice, Districtul Wieliczka și Districtul Cracovia.

## Diviziunile administrative
Districtul este împărțit în nouă comune (gmina) (una urbană, una urban-rurală și șapte rurale). Acestea sunt prezentate în tabelul de mai jos, în ordinea descrescătoare a populației.
| Comuna                            | Tip          | Suprafața (km²) | Populație (2006) | Sediu            |
| Bochnia                           | urbană       | 29,9            | 18,334           |                  |
| Comuna Bochnia                    | rurală       | 113.7           | 18,334           | Bochnia *        |
| Comuna Nowy Wiśnicz               | urban-rurală | 82.5            | 12,895           | Nowy Wiśnicz     |
| Comuna Rzezawa                    | rurală       | 85.5            | 10,473           | Rzezawa          |
| Comuna Łapanów                    | rurală       | 71.2            | 7,533            | Łapanów          |
| Comuna Drwinia                    | rurală       | 108.8           | 6,311            | Drwinia          |
| Comuna Lipnica Murowana           | rurală       | 60.6            | 5,480            | Lipnica Murowana |
| Comuna Trzciana                   | rurală       | 44.1            | 5,044            | Trzciana         |
| Comuna Żegocina                   | rurală       | 35.2            | 4,939            | Żegocina         |
| * sediul nu face parte din comună |              |                 |                  |                  |